# Juan Luis Cipriani Thorne
Juan Luis Cipriani Thorne (Lima, 28 dicembre 1943) è un cardinale e arcivescovo cattolico peruviano, dal 25 gennaio 2019 arcivescovo emerito di Lima.

## Biografia

### Formazione e ministero sacerdotale
Tra i suoi antenati e parenti vi sono banchieri e politici influenti in Perù, quali Rollin Thorne Sologuren, Eugenio Larrabure y Unanue, Hipólito Unanue y Pavón, Jaime Thorne León e Alfredo Thorne Vetter, quest'ultimo Ministro delle Finanze durante il governo del presidente Pedro Pablo Kuczynski.
Quarto di undici fratelli, i suoi genitori, Enrique Cipriani Vargas e Isabel Thorne Larrabure, sono soprannumenari dell'Opus Dei. 
Il fratello, Enrique Cipriani Thorne, morto nel 2016, era un famoso medico, come il padre, ed accademico. 
Consegue l'istruzione primaria presso il Colegio Inmaculado Corazón (1948-1953) e frequenta gli studi medi superiori presso il Colegio Santa María Marianistas di Lima. 
Da ragazzo si dedica allo sport ed è un giocatore di pallacanestro, nazionale peruviano negli anni sessanta e nel 1969 è parte della squadra che vince il campionato sudamericano di basket. Si laurea in ingegneria industriale all'Università Nazionale d'Ingegneria. 
Nel 1974, mentre lavora come ingegnere, decide di studiare teologia, frequentando a Roma la Pontificia Università della Santa Croce della prelatura dell'Opus Dei e, in Spagna, l'Università di Navarra. La sua è una vocazione tardiva; dopo la laurea in teologia, riceve l'ordine sacro il 21 agosto 1977, all'età di 34 anni.
Al ritorno in Perù, è professore di Teologia morale presso la Facoltà di Teologia pontificia e civile di Lima e direttore spirituale presso il seminario di Lima tra il 1981 e il 1983, cappellano e professore della Scuola di Dirigenza a Lima, occupandosi di Etica imprenditoriale e cappellano e professore presso la Scuola Superiore di Montemar a Lima. Nel 1986 è vicario regionale dell'Opus Dei in Perù e vicecancelliere dell'Università di Piura. 
È stato il primo appartenente dell'Opus Dei a partecipare a due conclavi per l'elezione di un papa (2005 e 2013).

### Ministero episcopale
Nominato vescovo ausiliare di Ayacucho il 23 maggio 1988, il 3 luglio dello stesso anno riceve l'ordinazione episcopale. Il 23 maggio 1991 viene nominato amministratore apostolico di Ayacucho; il 13 maggio 1995 viene promosso arcivescovo della medesima sede. Partecipa alla mediazione dei numerosi conflitti interni del Paese, causati dal terrorismo di estrema sinistra. Viene accusato di non aver fornito assistenza alle vittime di violenza, accuse che respinge. È nominato mediatore nel controverso episodio dell'assalto presso l'ambasciata giapponese a Lima ad opera del Movimento Rivoluzionario Tupac Amaru. La mediazione tuttavia fallisce con l'uccisione di tutti i terroristi da parte della polizia militare peruviana in un blitz il 22 aprile 1997.

### Arcivescovo di Lima e cardinale
Il 9 gennaio 1999 viene nominato arcivescovo di Lima, primate del Perù.
Elevato al rango di cardinale da papa Giovanni Paolo II nel concistoro del 21 febbraio 2001, è stato membro della Congregazione per il culto divino e la disciplina dei sacramenti, della Congregazione per le cause dei santi e della Pontificia Commissione per l'America Latina.
Alla morte di papa Giovanni Paolo II giunge a Roma per partecipare ai funerali e al conclave del 2005 per l'elezione del nuovo pontefice della Chiesa cattolica. Egli compare fra i possibili papabili, in quanto rappresentante della Chiesa latinoamericana. Durante il pontificato di Benedetto XVI è nominato membro della commissione incaricata per il sinodo dei vescovi sull'eucaristia sia nel 2005 che nel 2008.
Prende parte al conclave del 2013 che elegge papa Francesco.
Il 25 gennaio 2019 papa Francesco accetta la sua rinuncia alla guida dell'arcidiocesi, presentata per raggiunti limiti di età.
Il 28 dicembre 2023 ha compiuto ottant'anni e, in base a quanto disposto dal motu proprio Ingravescentem Aetatem di papa Paolo VI del 1970, è uscito dal novero dei cardinali elettori ed è decaduto da tutti gli incarichi ricoperti nella Curia romana.

## Critiche
Cipriani ha ricevuto numerose critiche ed è stato al centro di numerose polemiche da parte delle associazioni difensive dei diritti umani. In particolare su diversi aspetti:
- Il duro confronto con il gesuita Luis Armando Bambarén Gastelumendi, vescovo di Chimbote, quando questi era presidente della Conferenza episcopale peruviana[2].
- La vicinanza al presidente Alberto Fujimori, che difese più volte dagli attacchi degli oppositori tra cui Mario Vargas Llosa che criticò l'atteggiamento del cardinale nel 2002[3].
- L'ambiguità tenuta nel corso delle trattative con i guerriglieri dell'MRTA che avevano assaltato e occupato l'ambasciata giapponese in Perù[4][5].
- Secondo il verbale della Commissione della Verità e Riconciliazione in merito alle controversie relative al periodo fujimorista Cipriani si espresse a favore della pena di morte di Abimael Guzmán[6].
- Favorevole all'indulto per i membri del Gruppo Colina durante la presidenza di Fujimori.
- Critiche rivolte alle sue opinioni relative ad altri prelati, specialmente gesuiti, sui diritti umani[7].

## Genealogia episcopale e successione apostolica
La genealogia episcopale è:
- Cardinale Scipione Rebiba
- Cardinale Giulio Antonio Santori
- Cardinale Girolamo Bernerio, O.P.
- Arcivescovo Galeazzo Sanvitale
- Cardinale Ludovico Ludovisi
- Cardinale Luigi Caetani
- Cardinale Ulderico Carpegna
- Cardinale Paluzzo Paluzzi Altieri degli Albertoni
- Papa Benedetto XIII
- Papa Benedetto XIV
- Papa Clemente XIII
- Cardinale Bernardino Giraud
- Cardinale Alessandro Mattei
- Cardinale Pietro Francesco Galleffi
- Cardinale Filippo de Angelis
- Cardinale Amilcare Malagola
- Cardinale Giovanni Tacci Porcelli
- Cardinale Fernando Cento
- Cardinale Juan Gualberto Guevara
- Cardinale Juan Landázuri Ricketts, O.F.M.
- Cardinale Juan Luis Cipriani Thorne

La successione apostolica è:
- Vescovo Antonio Santarsiero Rosa, O.S.I. (2001)
- Arcivescovo Salvador Piñeiro García-Calderón (2001)
- Vescovo Adriano Tomasi Travaglia, O.F.M. (2002)
- Vescovo Carlos Enrique García Camader (2002)
- Arcivescovo José Antonio Eguren Anselmi, S.C.V. (2002)
- Vescovo Ricardo García García (2004)
- Vescovo Kay Martin Schmalhausen Panizo, S.C.V. (2006)
- Vescovo José María Ortega Trinidad (2006)
- Vescovo Héctor Eduardo Vera Colona (2007)
- Vescovo Guillermo Martín Abanto Guzmán (2009)
- Vescovo Raúl Antonio Chau Quispe (2009)

## Pubblicazioni
- «La paz, fruto de la solidaridad. Reflexiones sobre la necesaria solidaridad cristiana» (La pace, frutto della solidarietà. Riflessioni sulla necessaria solidarietà cristiana, 1991)
- «Catecismo de Doctrina Social» (Catechismo della Dottrina Sociale, 1987)
- «La Evangelización de Huamanga en los siglos XVI, XVII y XVIII» (L'evangelizzazione di Huamanga nei secoli XVI, XVII e XVIII, 1992)
- «La Natalidad a la luz del Magisterio Católico» (La Natalità alla luce del Magistero Cattolico, 1995)
- «Educación Familiar» (Educazione Familiare, 1998)
- «Testigos vivos de Cristo. Desde la Catedral de Huamanga» (Testimoni vivi di Cristo. Dalla Cattedrale di Huamanga, 1998)